# سبارتاكوس: الدم والرمل
سبارتاكوس: الدم والرمل (Spartacus: Blood and Sand) مسلسل أمريكي عرض للمرة الأولى على قناة ستارز في 22 يناير 2010. المسلسل يحكي قصة سبارتاكوس الذي أُسر بعد تمرده على الرومان في قتالهم ضد البرابرة، ويخوض قتالات الموت فأعجب به أحد السادة الرومان فشتراه وأخده ليتدرب في بيته الدي شيد لتدريب المقاتلين. تجري أحداث عديدة حتى أصبح من ألمع المصارعين الرومان، وفي نهاية القصة يتمرد سبارتاكوس على سيدة هو والعبيد مثله، فيقتل السيد ويخرج من المنزل لمواجهة الرومان.

## روابط خارجية
- سبارتاكوس: الدم والرمل
- سبارتاكوس: الدم والرمل على موقع ميتاكريتيك (الإنجليزية)